# Acétamidoglycine
L’acétamidoglycine est le nom courant de l’acide 2-(2-acétylhydrazinyl)acétique, un composé pouvant être utilisé comme tampon. Son pKa d'environ 7,7 à 25 °C présente un certain intérêt pour des applications en biochimie.

## Applications
Ce composé répond à plusieurs des caractéristiques de tampon : il est assez soluble, son pKa de 7,7 le rend généralement adapté à un usage en biologie, il est chimiquement stable et peu sujet à des réactions enzymatiques, présente une absorption négligeable dans le visible et le proche UV, et sa synthèse est relativement aisée. En revanche, sa purification est plus délicate.

## Terminologie

En haut, 3-acétamidoglycines ou N-acétamidoglycines et en bas, les 2-acétamidoglycines.

Le nom "acétamidoglycine" est assez vague pour pouvoir dénommer plusieurs composés chimiques différents par la façon dont se lie le radical acétyle, du côté N de l'amide ou du côté C du méthyle, et où sur la glycine, sur N de l'amine ou sur C du méthylène. Ainsi comme les 2-acétamidoglycines sont également chirales, un total de six (6) composés peuvent se prévaloir de ce nom.